# Villa Marina (Nysted)
Villa Marina er et hus i italiensk-inspireret stil på hovedgaden i Nysted. Huset er opført i 1877-1878 som sommerbolig for den norske digter Andreas Munch og hans hustru Amalia. Huset har på den tid virket som et yderst eksotisk indslag i en lille provinsby, hvor det efter alt at dømme kun var kirken, rådhuset og skolen, der havde mere end én etage. 
Arkitekten bag villaen var Vilhelm Dahlerup, der også tegnede Det Kongelige Teater, Pantomimeteatret i Tivoli, Statens Museum for Kunst, Ny Carlsberg Glyptotek og mange andre bygningsværker og i øvrigt også forestod en restaurering af Nysted Kirke i 1861. Grunden, der ligger skråt over for Rådhuset, er ret smal, men gik dengang helt ned til stranden. Fra tårnet i vestenden af huset havde man bl.a. et fint blik til Ålholm, hvor Amalia Munch var vokset op.
Hendes moster var gift med grev Gregers Christian Raben, og Amalia blev parrets plejebarn, muligvis i 1835 da hun var 3 år, og senere blev hun adopteret af det ellers barnløse grevepar. Gregers Raben var modstander af at hans datter giftede sig med Andreas Munch og forbød dem at komme til Nysted under trusler om at gøre hende arveløs. Først efter hans død havde de derfor mulighed for at finde sig en bolig i Nysted. 
Andreas Munch døde allerede i 1884 og derefter flyttede Amalia permanent ind i huset med sine døtre og blev boende til omkring 1898. Siden har huset haft mange ejere. Der har bl.a. været apotek. Omkring 1960 blev den nederste del af grunden udskilt og bebygget, og senere blev huset delt op i flere beboelser. Ca. 2015 gik nye ejere dog i gang med en restaurering af husets indre og i dag er det en blanding af ekstrabolig for ejerne, udlejning af ferielejligheder og en slags minikoncerthus. Det er stadig et usædvanligt islæt i den gamle hovedgade. 
Ifølge Nystedkrøniken kostede det ca. 80.000 kr. at bygge huset, og i henhold til Mark og skilling, kroner og øre af Poul Thestrup (1991) tjente en faglært arbejder i 1878 i gennemsnit 26 øre i timen. For et arbejdsår med ca. 300 dage a 10 timer giver det en indtægt på ca. 800 kr. Det vil sige at opførelsessummen svarede til 100 års indtægt.

## Erindringer og udsagn om Villa Marina
Andreas og Amalia Munch havde bl.a. datteren Anna E. Munch, der senere blev en anerkendt maler. Hun udgav i 1954 bogen Et nordisk Digterhjem med erindringer og breve til og fra forældrene. 
Heri kan man s. 66 – 71 bl.a. læse følgende:
| Citat                       | Efter min Faders Død 1884 opgav min Moder Lejligheden i Kronprinsessegade og flyttede Hjemmet til vort Sommerhjem i Nysted, Villa Marina, i nogle Aar. Villa Marina blev indviet 18 Juni 1878. Mine Forældre havde ønsket at faa en Sommerbolig paa den Egn, hvor min Moder havde tilbragt sin Barndom og første Ungdom. Huset blev bygget i italiensk Stil efter Tegning af Prof. Dahlerup (det kgl. Theaters Bygmester). Det var en ret smal Grund, der blev sindrigt udnyttet. Til den ene Side laa min Morbroders, Prokurator Nordbergs Ejendom, til den anden »Skomagerens« Hus. Han var en sær gammel Knark, der ikke vilde have, at vi maatte kigge ned paa hans Hus, saa der blev bygget en høj Mur i den øverste Del af Haven. Den blev prydet med en liggende Sphinx. Naar man fra det store Vindue i Dagligstuen saa ud mod Aalholm, laa Sphinxen der og grundede over Livets Gaader. Villa Marina var bygget i 2 Etager, Køkken osv. i Kælderen. Fra Indkørselen førte en Trappe op til en lys Entré med Glasdøre. Der var indbygget Garderobe til Overtøjet. I Entréen stod til den ene Side et Mahogniskab med Overdel af Glas, hvori der var en Samling udstoppede tropiske Fugle, mest Kolibrier, som Grev Frederik Christian Raben havde ført med hjem fra Brasilien. Til den anden Side stod en stor Kiste. Langs med Væggen gik en Hylde og ovenover den hang store Fotografier fra Rom, og Hunde og Hjortebilleder i Lithografi efter Landseer. Fra Entréen førte en Trappe op til Gæsteværelserne. Tilvenstre gik man ind i et Kabinet, hvor der var Reoler med Bøger, Sopha og Bord. Derfra gik man ind i Dagligstuen, stor, firkantet, hvorfra førte en Trappe ned til Havestuen. Her stod først et Flygel, tilhøjre i Stuen var en Niche med Sophapladser beklædt med rødt Stof med gule Silkestriber. Paa Væggen hang Billeder, mest af norske Malere, J.C. Dahl, Sigvald Dahl, Amaldus Nielsen, Gude, Leis Schjelderup o. fl. Et stort Vindue med én Rude vendte ud til Haven og Aalholm. Da Prof. M. J. Monrad en Gang besøgte Villa Marina og satte sig ved Vinduet, beholdt han Hatten paa »han taalte ikke godt at være barhovedet i fri Luft«, — det morede os! Fra Dagligstuen gik man ind i min Moders lille Kabinet, hvor hun sad ved sin Pult om Formiddagen og førte sin Correspondance, og der kom Kokkepigen og fik sine Ordrer. En Passage, der vendte ud til en lille Gaard, førte ind til Spisestuen. Det saa altid festligt ud, naar vi havde Middagsselskab, at Gæsterne førtes ind gennem Passagen, der gærne var fuld af Planter og Blomster, til det smukt dækkede Bord. Spisestuen, som var holdt i den Tids Smag med mørke Egetræs Møbler og Paneler, vendte ud til Nysted Gade, hvor man saa de smaa gulkalkede Huse lige overfor. Det var spændende, naar man ventede Gæster, at kigge ud af Vinduet efter den gule Postvogn, med Niels Peter, Postkusken, paa Bukken, i sin røde Kavaj med de gule Opslag. - Fra min Moders lille Kabinet gik Trappen op til Soveværelserne og min Faders Bibliothek, Taarnværelset kaldet, da Huset der var bygget som et Slags Taarn med Vinduer til Sider, Udsigt mod Nysted Kirke, Bugten med Skansen og Hjortemarken, mod Aalholm og Piledammen, og ind over Landet mod »Alverdens Gang«. I Taarnværelset, der var beklædt med Reoler langs Væggene, stod min Faders Skrivebord, Stole og Bord i lyst Eg. Gennem en lille Gang kom man ind til det store Soveværelse. Indenfor var min Søsters Værelse, Skolestuen og Gæsteværelser. Mine Forældre var meget gæstfrie, der kom Slægt og Venner ogsaa fra Sverige og Norge. Min Moders trofaste Ungdomsven, den svenske Forfatterinde Johanna v. Hofsten, var gærne hos os et Par Maaneder hver Sommer, den norske Malerinde Leis Schjelderup var ogsaa en jævnlig Gæst, hun malede Portraitter af min Moder, Søster og mig. Der kom en Del Unge af min Søsters Jævnaldrende, der blev leget, lavet Tableauer, spillet Tennis og meget andet. Musik hørte til Hjemmets daglige Liv, min Moder var meget musikalsk, spillede smukt Klaver og der var Sang og Sammenspil. Fra Havestuen gik man ud i Haven, der skraanede ned til Vejen, »Bag Stranden«. Nederst ved Laagen var det norske Lysthus, bygget af Birkestammer. Der var paa Væggen opsat det norske Vaaben, Løven med Sølvøxen. Udenfor var en Flagstang, hvor det norske Flag blev hejst, mens Dannebrog vajede fra Villa Marinas Taarn. Min Moder skriver i et Brev til sin Veninde: »Guds Naade er rigelig udgydt over vort kære smukke Hjem, Munch er glad og lykkelig, Børnene er fremadskridende i Udvikling, og vi har tilbragt mange skjønne Dage med Slægt og Venner. Villa Marina overgaar i Virkeligheden vore dristigste Forventninger, og den Ynde og Poesi som er udbredt over disse originale Rum, overgaar mangt et langt prægtigere Hjem.« »Deus vobiscum« skrev Munch som Motto øverst i »Villa Marinabogen«, hvori han fra Indflytningsdagen optegnede Somrenes Begivenheder, og hvori vore Gæster skrev deres Navne, og de, der følte Trang dertil, udgød sig poetisk, selv Smeden i Nysted, - dog var der af mere professionelle Digtere foruden Værten selv, Chr. K. F. Molbech, Nicolaj Bøgh, Carl Andersen, H.F. Ewald, M. J. Monrad m. fl. Det var kun en kort Aarrække min Fader kunde glæde sig ved sit danske Sommerhjem, 1883 skrev han sidste Gang i Villa Marinabogen: »Paa den nye Flagstang ved Birkelysthuset heisedes om Formiddagen et nyt norsk Flag, ligesom et nyt dansk vajede fra Villa Marinas Taarn. | Citat |
| Et nordisk Digterhjem, 1954 | |       |

## Fra husets gæstebog, "Villa Marinabogen"
| Villa Marina Ved Østersøens Strande Af Skove krandset smukt, Hvor Nysted By sig spejler Blidt i den klare Bugt. Hvor Aalholms gamle Taarne Som Fortids Mærker staae, Hvor Havets friske Lufte Ind over Egnen gaae, Der er paa høie Banke Villa Marina lagt Og skuer ud saa vide Over den hele Pragt. Der kan min elskte Hustru Sin Barndomsegn gjenfaae, Som en velsignet Moder Med sine søde Smaa. Der kan de unge Planter I Solskin voxe frem Og trives i Naturens Og Kjærlighedens Hjem. Der kan den gamle Digter De sidste Dage boe Og hvile efter Stormen I stille, landlig Ro. Der haabe vi at Gjæster Vil dele tidt vor Lyst, Forøge Husets Minder Ved Ord fra Vennebryst. Men først og fremst, o Herre! hade jag Velsign Du dette Sted! Skjænk dem, som der skal dvæle Din Naade og Din Fred! |

| Farvel til Villa Marina En Maage strakte Vingen hvid Og flagred over Sund og Sø, Og glemte Storm og Bølgestrid I Bugten under ø. Der er saa hjertevarmt og godt Blandt Roserne paa denne Strand Hvor Skoven og det røde Slot Smukt speile sig i Vand. Der er en venlig Sommerhavn, Hvor Svalen flyver højt og frit, Og Digtersnekkens gamle Stavn Sig vugger trygt og blidt. Der klinger fra hvert Blad og Siv En sagte Sang om Hjemmets Fred, Om saligt Haab og om et Liv I fuldtro Kjærlighed. Den Maage sad paa Strandens Sten Og tænkte ved sig selv som saa: »Gid jeg var Svalen hist paa Gren Og kunde Hvile faa.« Saa løfted den sin Vinge god Og fløj af sted, men hvor den sad, Til Tak en Fjer den falde lod, Og det er dette Blad. |

| Villa Marina Villa Marina, yndige Bolig Hvor jeg har standset min Vandrestav, Favnet af Roser og Vinløv fortrolig Skuer du over det blaanende Hav! Sfinxen, som vogter din blomstrende Have Har ingen Gaade at ængste mig med, Leder mit Blik kun ud over Grave Hen til den klare, den evige Fred Her er den Fred, som Jorden kan give, Hjemmets, Naturens og Skjønhedens Fred, Her min omtumlede Livsbaad kan blive Ankret ved Havnens skjærmende Bred. Ikke jeg glemmer derfor mit Norge, Ikke dets Fjelde, dets brusende Elv, Barndom og Ungdom derfor mig borge Glemte jeg Norge, jeg glemte mig selv. Men nu er Strid og Uro deroppe. Neppe jeg kjender mit Hjemland igjen; Skyer nu skjule Fjeldenes Toppe, Folket er splittet, Ven staar mod Ven. Naar jeg af Kjærlighed hæver min Stemme Mod denne Ufærd, man nu driver paa, Maatte jeg Haansord selv derfra fornemme, Hvor dog mit Norges Liv skulde slaae. Vel kan min Kjærhghed derved ei slukkes Luer for Norge til sidste Stund. Men mine Toner i Brystet kun lukkes, Naar de ej finde gjenklingende Bund. Stille jeg dog for mit Fædreland beder Her hvor kun fjernt jeg hører dets Kiv Her, hvor Alderdoms Ro mig omfreder Her, hvor jeg venter Fornyelsens Liv. Villa Marina, yndige Bolig Smilende venlig til Skov og til Sø, Favn Du Din gamle Digter fortrolig, Lær ham tilgive, og lær ham at døe! |